# Grand Prix automobile d'Australie 1988
Le Grand Prix d'Australie de Formule 1 1988 s'est tenu le 13 novembre sur le circuit urbain d'Adélaïde.

## Classement
| Pos. | No | Pilote                | Écurie               | Tours | Temps/Abandon                      | Grille | Points |
| ---- | -- | --------------------- | -------------------- | ----- | ---------------------------------- | ------ | ------ |
| 1    | 11 | Alain Prost           | McLaren-Honda        | 82    | 1 h 53 min 14 s 676 (164,225 km/h) | 2      | 9      |
| 2    | 12 | Ayrton Senna          | McLaren-Honda        | 82    | + 36 s 787                         | 1      | 6      |
| 3    | 1  | Nelson Piquet         | Lotus-Honda          | 82    | + 47 s 546                         | 5      | 4      |
| 4    | 6  | Riccardo Patrese      | Williams-Judd        | 82    | + 1 min 20 s 088                   | 6      | 3      |
| 5    | 20 | Thierry Boutsen       | Benetton-Ford        | 81    | + 1 tour                           | 10     | 2      |
| 6    | 16 | Ivan Capelli          | March-Judd           | 81    | + 1 tour                           | 9      | 1      |
| 7    | 23 | Pierluigi Martini     | Minardi-Ford         | 80    | + 2 tours                          | 14     |        |
| 8    | 22 | Andrea De Cesaris     | Rial-Ford            | 77    | Panne d'essence                    | 15     |        |
| 9    | 26 | Stefan Johansson      | Ligier-Judd          | 76    | Panne d'essence                    | 22     |        |
| 10   | 30 | Philippe Alliot       | Larrousse-Ford       | 75    | Panne d'essence                    | 24     |        |
| 11   | 14 | Philippe Streiff      | AGS-Ford             | 73    | Allumage                           | 16     |        |
| Abd. | 9  | Piercarlo Ghinzani    | Zakspeed             | 69    | Pompe à essence                    | 26     |        |
| Abd. | 5  | Nigel Mansell         | Williams-Judd        | 65    | Accident                           | 3      |        |
| Abd. | 19 | Alessandro Nannini    | Benetton-Ford        | 63    | Sortie de piste                    | 8      |        |
| Abd. | 33 | Stefano Modena        | Eurobrun-Ford        | 63    | Transmission                       | 20     |        |
| Abd. | 17 | Derek Warwick         | Arrows-Megatron      | 52    | Alimentation                       | 7      |        |
| Abd. | 18 | Eddie Cheever         | Arrows-Megatron      | 51    | Moteur                             | 18     |        |
| Abd. | 15 | Mauricio Gugelmin     | March-Judd           | 46    | Collision                          | 19     |        |
| Abd. | 2  | Satoru Nakajima       | Lotus-Honda          | 45    | Collision                          | 13     |        |
| Abd. | 24 | Luis Pérez-Sala       | Minardi-Ford         | 41    | Moteur                             | 21     |        |
| Abd. | 36 | Alex Caffi            | Scuderia Italia-Ford | 32    | Embrayage                          | 11     |        |
| Abd. | 28 | Gerhard Berger        | Ferrari              | 25    | Collision                          | 4      |        |
| Abd. | 25 | René Arnoux           | Ligier-Judd          | 24    | Collision                          | 23     |        |
| Abd. | 3  | Jonathan Palmer       | Tyrrell-Ford         | 16    | Transmission                       | 17     |        |
| Abd. | 32 | Oscar Larrauri        | Eurobrun-Ford        | 12    | Transmission                       | 25     |        |
| Abd. | 27 | Michele Alboreto      | Ferrari              | 0     | Collision                          | 12     |        |
| Nq.  | 31 | Gabriele Tarquini     | Coloni-Ford          |       | Non qualifié                       |        |        |
| Nq.  | 4  | Julian Bailey         | Tyrrell-Ford         |       | Non qualifié                       |        |        |
| Nq.  | 29 | Pierre-Henri Raphanel | Larrousse-Ford       |       | Non qualifié                       |        |        |
| Nq.  | 10 | Bernd Schneider       | Zakspeed             |       | Non qualifié                       |        |        |
| Npq. | 21 | Nicola Larini         | Osella               |       | Non préqualifié                    |        |        |

## Pole position et meilleur tour
- Pole position : Ayrton Senna en 1 min 17 s 748 (vitesse moyenne : 175,027 km/h).
- Meilleur tour en course : Alain Prost en 1 min 21 s 216 au 59e tour (vitesse moyenne : 167,553 km/h).